# Carling, Moselle
Carling este o comună franceză situată în departamentul Moselle, în regiunea Grand Est.

## Geografie
Carling se află la 7 km nord-est de Saint-Avold, cel mai mare oraș din apropiere, precum și de o importantă platformă chimică și industrială. Orașul, înconjurat de păduri, este situat la aproximativ 24 km de parcul natural regional al Lorenei. Pârâul Lauterbach este principalul curs de apă care traversează comuna Carling, fiind parțial canalizat într-un traseu subteran. Solul este nisipos, rezultat al alterării gresiei triasice care acoperă straturi adânci de cărbune odinioară exploatate, fapt atestat de existența unei fostă haldă de steril situată în centrul orașului, formată din șisturi carbonifere. Altitudinea în Carling variază între 228 și 267 de metri.

### Comune limitrofe
|        | Creutzwald  | Völklingen (Germania) |
| Diesen |             |                       |
|        | Saint-Avold | L'Hôpital             |

### Geologie și relief
Suprafața comunei este de 2,7 km². Altitudinea din Carling variază între 228 și 267 de metri. Solul este nisipos, rezultat al alterării gresiei vărgate de grosime variabilă (gresie din Triasicul timpuriu), care acoperă straturi adânci de cărbune odinioară exploatate. Fostul hald rezultat din exploatarea puțului Saint-Max, format din șisturi și roci carbonifere alterate, situat în centrul orașului, stă mărturie acestui trecut minier. Solul localității este străbătut de vechi galerii miniere. În pădurea din Carling se pot observa foste mici cariere de nisip și gresie. Văile sunt formate din aluviuni vechi și recente, iar în unele zone se observă mici depuneri de turbă.
Gresiile se prezintă sub formă de gresii silicioase friabile, de culoare gălbuie până la roșiatică, formate din granule rotunjite de cuarț, utilizate odinioară în lucrările de construcție sau în industria locală a sticlei. Acestea conțin o proporție importantă de oxizi de fier, uneori grupați sub formă de plăcuțe de limonit denumite local Ziegelstein. Se observă de asemenea noduli de oxid de mangan. Gresiile conțin uneori mici pietricele de cuarț și cuarțite, precum și mici lentile de argilă roșie.

### Hidrografie
Orașul este situat în pădurea Warndt și este străbătut de un mic curs de apă numit Lauter (sau Lauterbach), la sud de fostele izvoare ale Merle (sau Merlebach) și ale fostului său afluent, Lebach. Văile pârâurilor Lauterbach și Merle prezintă rare izvoare și depozite de turbă, datorate ascensiunii apelor subterane prin presiune arteziană. Amplasarea mai multor captări industriale și prize de apă a condus la scăderea pânzei freatice, iar aceste turbării s-au uscat în mare parte. Fostul lavoir din Carling, care era situat în valea pârâului Merle, precum și fostul iaz din Carling, care se afla în zona stadionului de pe strada Lauterbach, nu mai există. În prezent, un vast bazin de decantare, care colectează apele uzate ale platformei chimice Carling – Saint-Avold, alimentează pârâul Merle în dreptul fostului amplasament al morii din L’Hôpital și al fostului lavoir, în aval de cartierul Puits 3.
Orașul dispunea odinioară de mai multe puțuri care alimentau localitatea cu apă. În prezent, orașele Carling și L’Hôpital sunt alimentate cu apă pompată provenind în mare parte din pânza acviferă a gresiei triasice, stocată într-un important castel de apă situat în L’Hôpital. Apa potabilă este gestionată de un SIVU (sindicat intercomunal cu vocație unică): Syndicat des eaux du Winborn, competent pentru 7 comune: Béning-lès-Saint-Avold, Betting, Carling, Cocheren, Freyming-Merlebach, L'Hôpital și Rosbruck. Serviciul de canalizare este gestionat printr-un sistem de concesiune și asigură producția și distribuția apei potabile pentru aceste diferite comune.

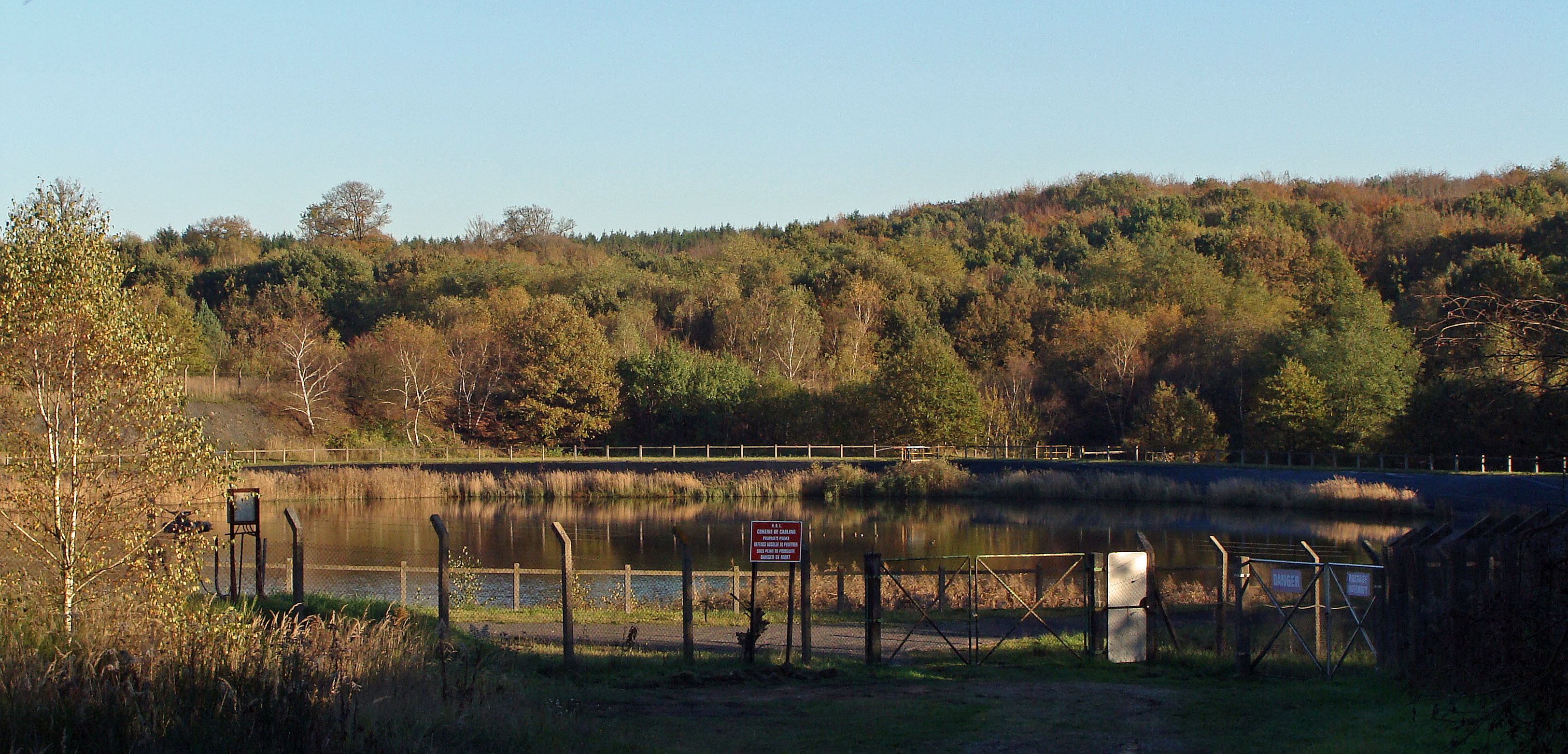
Bazin de decantare care colectează apele provenite de la platforma chimică din Carling.

#### Fostul iaz din Carling, numit Flachsweyer
Existența sa este atestată încă din anul 1716, conform unor documente. A existat încă de la fondarea localității Carling și purta atunci numele de Flachsweyer, ceea ce înseamnă „iazul inului”. Acesta alimenta cu apă o moară numită Seeg Mühl („moara fierăstrăului”), situată în valea pârâului Lauterbach. Planul cadastral din 1836 îl denumește simplu Veyer (sau Weyer, adică „iaz”), situat pe pârâul Lauterbach (denumit și Loutrebach). Amplasamentul său era delimitat de actualele străzi rue de la Frontière și rue du Stade. Actualul stadion din Carling este situat pe locul cunoscut sub denumirea de Weyerschwanz, ceea ce înseamnă „coada iazului”.

#### Lacul Phulstücker
Acest iaz dispărut era situat în locul numit Josephs Phul Stücker, ceea ce înseamnă „câmpiile mlăștinoase ale lui Joseph”, Phul în dialectul francic loren însemnând „iazul” sau „mlaștina”. Iazul era situat la intrarea în Carling, pe partea stângă venind din direcția Saint-Avold, în apropierea străzii Principale și a străzii des Jardins. Acesta constituia una dintre sursele pârâului Lauterbach.

#### Pârâul Ziegelstücker
Izvorând din locul numit Ziegelstücker, puțin mai sus de actuala stradă Charles-Jully și în apropierea străzii de L’Hôpital, acest pârâu curgea printr-un șanț situat pe strada Stade, de-a lungul graniței dintre comunele Carling și L’Hôpital, înainte de a se vărsa într-o zonă mlăștinoasă aflată lângă fostul iaz Flachsweyer. Pompele industriale și lucrările miniere care au urmat săpării puțului Saint-Max l-au secat complet.

#### Lauterbach

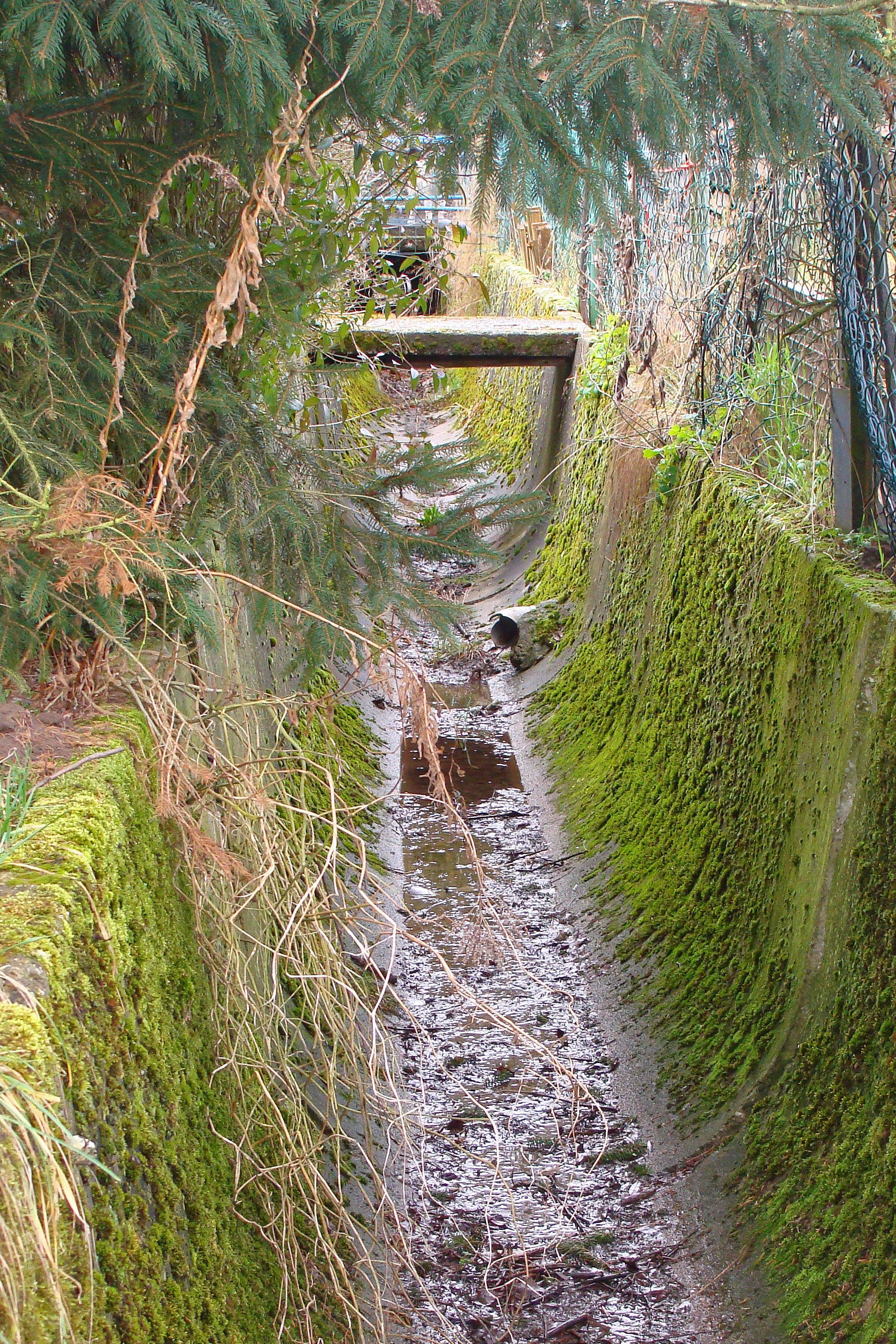
Lauterbachul canalizat.

Lauterbach, numit și pârâul Lauter, cunoscut anterior sub numele Loutrebach, este un pârâu situat în departamentul Moselle din Franța și în landul Saarland din Germania. Izvorând în Lorena, traversează de la sud la nord regiunea naturală Warndt, care formează o vastă depresiune deschisă spre valea râului Sarre în Germania. Este un afluent de stânga al Rosselle, deci un sub-afluent al Rinului prin Saar și Moselle. Pârâul a dat numele său localității germane Lauterbach (Saarland), odinioară independentă, astăzi integrată orașului Völklingen, precum și revistei cercului de istorie L’Hôpital–Carling, intitulată Entre Lauter & Merle.

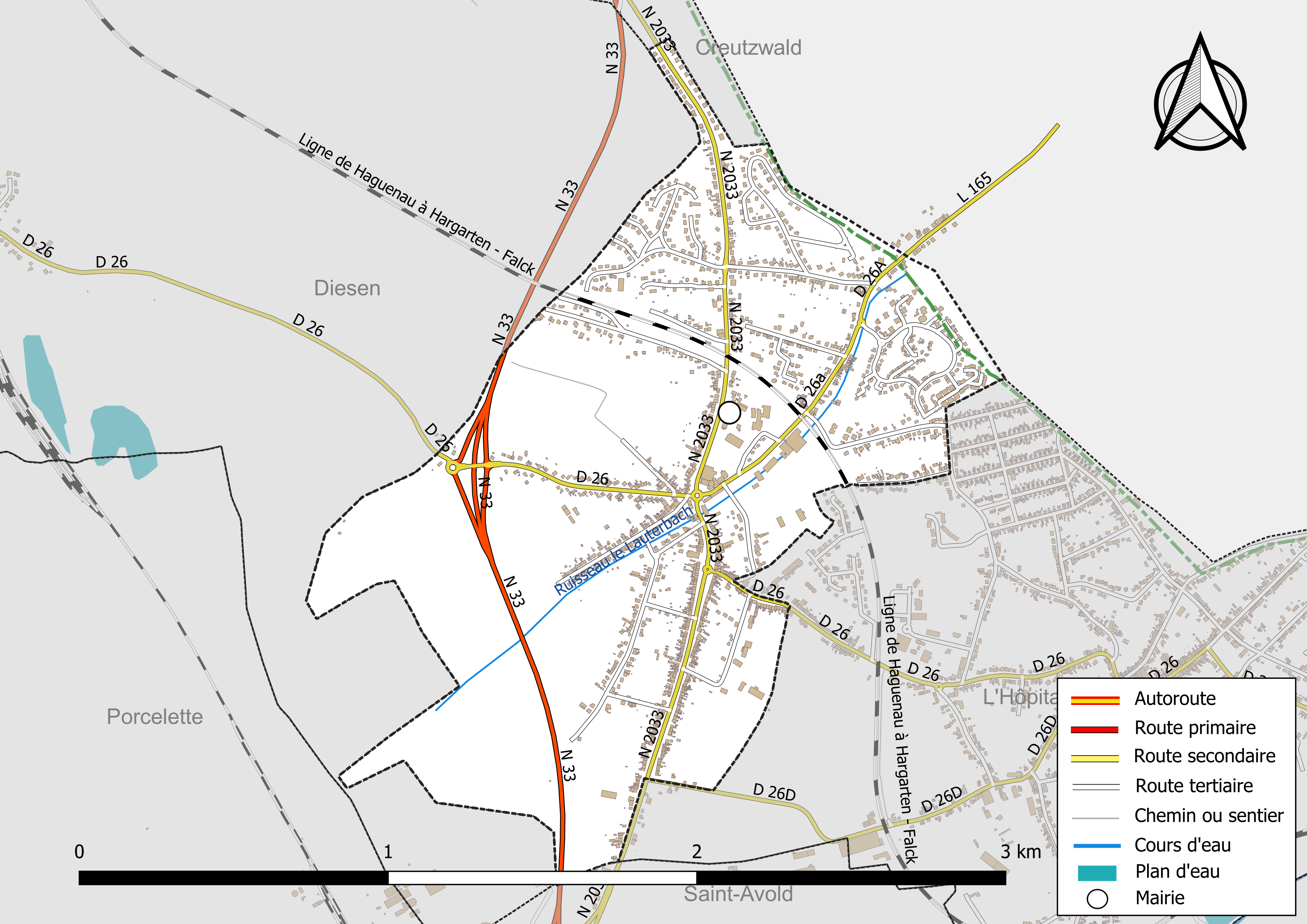
Rețelele hidrografică și rutieră din Bouzonville.

### Climă
În 2010, clima comunei era de tip montan, conform unui studiu al CNRS, bazat pe o serie de date aferente perioadei 1971-2000. În 2020, Météo-France a publicat o tipologie a climatului din Franța metropolitană, în care comuna este clasificată cu un climat semi-continental și se află în regiunea climatică Lorena, platoul Langres, Morvan, caracterizată printr-o iarnă aspră (1,5 °C), vânturi moderate și ceață frecventă în toamnă și iarnă.
Pentru perioada 1971-2000, temperatura medie anuală este de 9,8 °C, cu o amplitudine termică anuală de 16,9 °C. Cantitatea medie anuală de precipitații este de 823 mm, cu 11,8 zile de precipitații în ianuarie și 9,4 zile în iulie. Pentru perioada 1991-2020, temperatura medie anuală observată la stația meteorologică cea mai apropiată, situată în comuna Seingbouse la 10 km distanță în linie dreaptă, este de 10,2 °C, iar cantitatea medie anuală de precipitații este de 884,1 mm.
Pentru viitor, parametrii climatici estimati pentru comună, pentru anul 2050, conform diferitelor scenarii de emisii de gaze cu efect de seră, pot fi consultati pe un site dedicat publicat de Météo-France în noiembrie 2022.

### Localizare
Comună situată în nord-estul Franței, Carling face parte din arondismentul Forbach-Boulay-Moselle și din cantonul Saint-Avold, în departamentul Moselle, regiunea Lorena, aproape de actuala frontieră franco-germană. Comuna se află în regiunea naturală Warndt. Orașul face parte dintr-o conurbație transfrontalieră împreună cu orașele Forbach, Freyming-Merlebach, L’Hôpital, Saint-Avold, Sarreguemines pe partea franceză și Sarrebruck pe partea germană, cunoscută sub numele de eurodistrict Saar-Moselle.
- Orașul se află în apropiere de Saarbrücken, Germania (30 min), Metz (45 min), Nancy (1 h 20) și Strasbourg (1 h 20), toate accesibile pe autostradă (ieșirea Saint-Avold).
- Gările regionale cele mai apropiate sunt Saint-Avold și Béning-lès-Saint-Avold (pentru curse TER, în special spre Metz, Sarreguemines sau Saarbrücken).
- Cea mai apropiată gară TGV este Forbach, aflată la mai puțin de 20 de minute, de unde se poate ajunge la Paris sau Frankfurt în 1 h 50 cu trenurile ICE 3 sau TGV.

## Urbanism

### Tipologie
La 1 ianuarie 2024, Carling este clasificată drept centură urbană, conform noii grile comunale de densitate în șapte niveluri, definită de INSEE (Institutul Național de Statistică și Studii Economice) în 2022. Ea aparține unității urbane Saint-Avold (partea franceză), o aglomerație internațională care reunește șase comune, dintre care face parte ca localitate de periferie. De asemenea, comuna face parte din zona metropolitană a orașului Creutzwald, din care este o localitate din polul principal. Această zonă, care reunește 8 comune, este clasificată în categoria zonelor cu mai puțin de 50.000 de locuitori.

### Utilizarea terenului
Ocuparea terenurilor din comună, așa cum reiese din baza de date europeană privind ocuparea biofizică a solurilor Corine Land Cover (CLC), este marcată de importanța teritoriilor artificializate (62,2 % în 2018), în creștere față de 1990 (55 %). Distribuția detaliată în 2018 este următoarea: zone urbanizate (57 %), terenuri agricole eterogene (24,2 %), păduri (12 %), zone industriale sau comerciale și rețele de comunicații (5,2 %), medii cu vegetație arborescentă și/sau ierboasă (1,6 %). Evoluția ocupării terenurilor în comună și a infrastructurilor sale poate fi observată pe diferitele reprezentări cartografice ale teritoriului: harta Cassini (secolul XVIII), harta de stat-major (1820-1866) și hărțile sau fotografiile aeriene ale IGN pentru perioada actuală (1950 până în prezent).

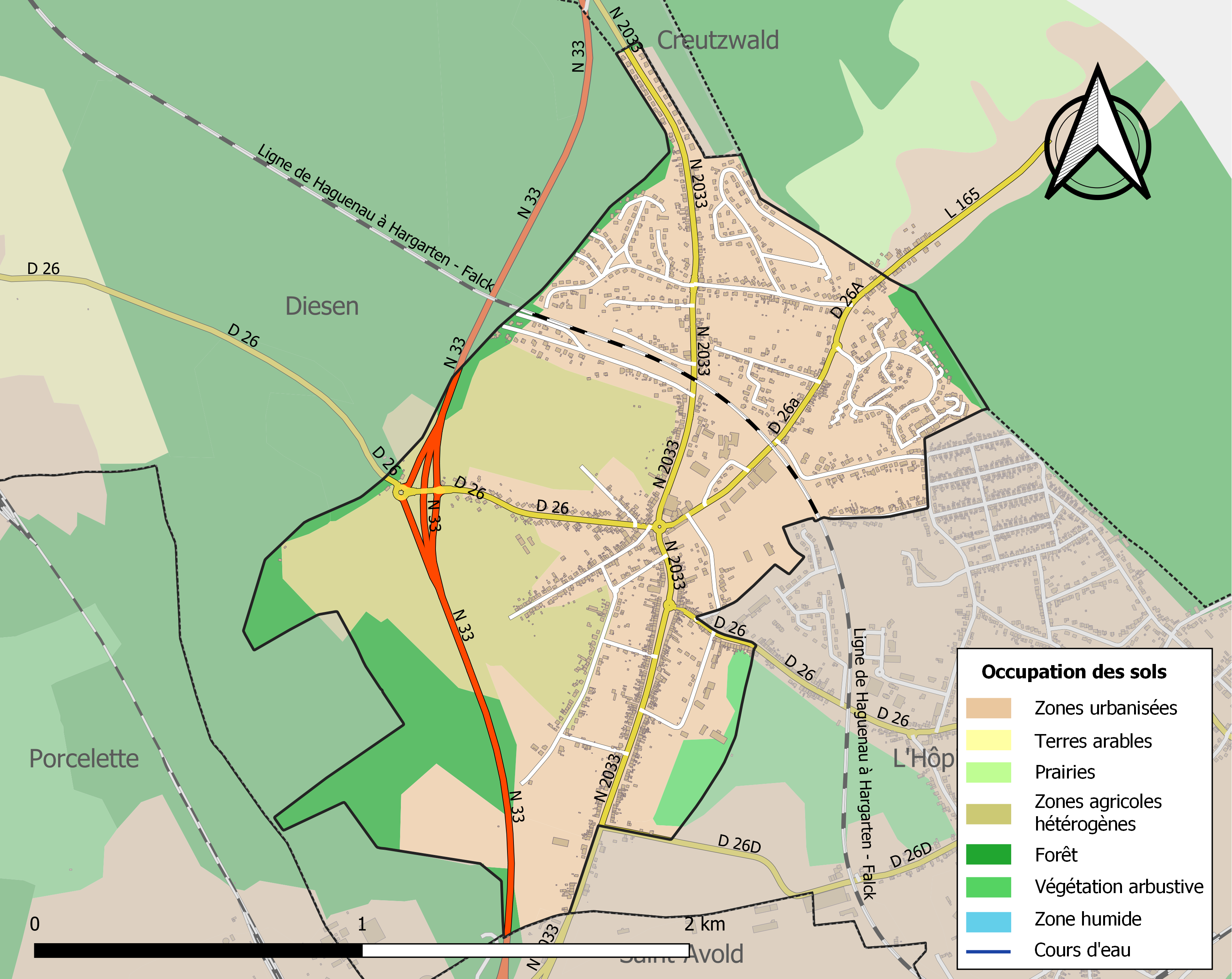
Harta infrastructurii și utilizării terenului a comunei în 2018 (CLC).

## Toponimie
Acest toponim este compus din prenumele german al unui conte de Nassau-Sarrebrück, Karl (în franceză Charles), fondatorul comunei, urmat de sufixul germanic -ingen. Karlingen înseamnă în limba franceză „domeniul lui Charles”.
În germană: Karlingen.
În francica renană din Lorena: Karlinge.

## Istorie

### Antichitate
Locuirea sitului datează din Neolitic, fapt atestat de descoperirea unor topoare de piatră și vârfuri de silex.
Carling se află în apropierea traseului vechii mari căi romane Metz–Mainz–Worms, cu axă vest-est, precum și a unei a doua căi romane, mai puțin importantă, cu axă sud-nord, dar de origine mai veche, corespunzând fostei rute celtice care lega zăcămintele de sare din Lorena de populațiile din nord. Venind dinspre Saint-Avold, aceasta continua spre Lauterbach. Un milarium roman răsturnat, odinioară surmontat de o cruce astăzi dispărută, constituie mărturia actuală a acestui traseu, în pădurea dintre Carling și Saint-Avold. Se păstrează elemente semnificative: drumul apare ca o potecă forestieră lată de doi metri, vizibilă mai ales între Carling și Lauterbach. Structura sa de bază, cu o grosime medie de 0,30 m, este alcătuită din pietre calcaroase și gresii de origine locală, acoperite cu un strat de pietriș, scoase la lumină cu ocazia diverselor lucrări forestiere.
O locuire foarte veche a zonei este considerată probabilă. Săpături efectuate în 1856 între Carling și actualul cartier Cité Bois-Richard (numit odinioară Bois du Richardsecken) de către baronul Adolphe Schlinker, maestru de furnale și arheolog la Carling, au scos la iveală o necropolă de origine gallo-romană (în special numeroase urne funerare, monede ale împăraților romani Augustus, Domițian, Hadrian, Marcus Aurelius și Septimius Severus). În 1869 a fost descoperită o urnă funerară gallo-romană din sticlă, intactă, protejată de două semisfere de piatră, în apropiere de fosta frontieră prusacă. Aceasta a fost transportată la muzeele din Metz. Alte descoperiri izolate făcute în 1980, în locul numit Ziegelstücker (care înseamnă literalmente „câmpuri cu țigle”), între Carling și L’Hôpital, au livrat fragmente de statuete din teracotă, fragmente de ceramică gallo-romană, conducte din lut ars și monede romane (bătute la Trier, având simbolul împăratului Constantin al II-lea).
Însă cea mai remarcabilă descoperire arheologică făcută la Carling a avut loc la 8 iunie 1880. În timpul lucrărilor de construcție a liniei de cale ferată care urma să lege Béning de Teterchen, a fost descoperit în pădurea numită Rondheidgen, situată între Carling și primele drumuri forestiere care duc spre Creutzwald, un altar portativ dedicat zeului Cissonius. Cissonius rămâne o divinitate puțin cunoscută. Diverse cercetări îl asimilează cu Mercur (din mitologia romană), zeul comerțului și al călătorilor, adesea reprezentat însoțit de un țap. Altarul portativ, realizat din piatră sculptată, avea 38 cm înălțime și 18 cm lățime și prezenta în partea superioară urmele unui inel de fier cu un diametru de aproximativ 10 cm, destinat să ușureze transportul. Pe fața frontală, sub un cap sculptat de animal cu coarne și bot ascuțit, se afla o inscripție latină care consacra altarul zeului Cissonius:
„ D E O . C

I S S O N
I O . P ...(ultima literă lipsește)

L . S ”— (Deo Cissonio) Zeului Cissonius, P(ublius?), în semn de recunoștință (Libens Solvit). 
Descoperirea a fost de mare importanță și a făcut obiectul mai multor comunicate în cercurile cele mai prestigioase ale vremii. Altarul portativ a fost transportat la muzeul de antichități din Metz, unde a fost studiat cu atenție.
Arheologul Émile Linckenheld (1880–1976) relatează descoperirea, în anul 1880, a unor fragmente dintr-o sculptură reprezentând un cavaler, în locul unde fusese găsit și micul altar portativ dedicat zeului Cissonius. Locul exact al descoperirii se află între Carling și primele drumuri care duc spre pădurea domanială Rondheidgen. Émile Linckenheld menționează că capul calului din acest ansamblu sculptural a fost păstrat de doctorul Laubenheimer din Metz, arhitect responsabil în cadrul Consiliului de inspecție al funcționării căilor ferate din Alsacia-Lorena (Reichseisenbahn in Elsass-Lothringen).
Monumentul era alcătuit dintr-o coloană surmontată de un cavaler, el și calul său fiind susținuți de monstrul Anguipède, de tipul „coloana de la Merten (Moselle)”. Întregul ansamblu îl reprezenta, potrivit lui Émile Linckenheld, pe zeul solar sau pe zeul celtic al tunetului, Taranis, călare, asimilat cu Jupiter. El denumește acest ansamblu sculptural „Cavalerul cu Gigantul” și leagă această descoperire de alte monumente similare cunoscute în regiune. El precizează că „aceste monumente au fost descoperite aproape întotdeauna în ruinele unor ‘ferme gallo-romane’”, ceea ce atestă o locuire foarte veche a locului.

### Fondarea comunei
Carling a fost fondat în 1714 de către contele de Saarbrücken, Charles-Louis de Nassau (în germană Karl-Ludwig von Nassau), al cărui nume îl poartă: Karlingen. La 25 august 1716, acesta autorizează șase locuitori să defrișeze terenurile sale, să le pună în cultură și să construiască locuințe într-un loc situat în zona numită Flachsweyer („iazul inului”). În 1728, Carling număra douăsprezece case, iar în 1756, douăzeci și două.
În 1756, contele Wilhelm Heinrich de Nassau-Sarrebruck îi încredințează lui Christian Lex, un înalt funcționar, sarcina de a redacta un raport asupra localităților care făceau parte din sectorul contelui de Nassau-Sarrebruck. De primăria din Carling depindeau localitățile Diesen și partea din L’Hôpital aflată în sectorul Nassau. Biserica catolică din L’Hôpital, descrisă ca fiind în ruină, se afla în sectorul Nassau și deservea comuna Carling. Întregul sector depindea de comuna Carling, aflată sub mandatul primarului Peter Burg (Bourg) și sub jurisdicția judecătorilor de pace Peter Fridémy (Trédémy) și Johannes Diren (Dirn). Populația din Carling, Diesen și partea din L’Hôpital aflată în sectorul Nassau era în întregime catolică, cu excepția unui locuitor luteran din Carling. Preotul parohiei catolice se numea Karst și locuia în parohia din L’Hôpital (sectorul Lorena). Parohia era subordonată episcopiei de Metz. Pastorul luteran se numea Thomas și locuia la Karlsbrunn (Großrosseln). Școala era situată în sectorul lorenez din L’Hôpital, dar locuitorii din Carling contribuiau la întreținerea ei. Satul Carling era format din 22 de case și avea 4 fântâni cu adăpători și un spălător. Partea din L’Hôpital (sectorul Nassau) care depindea de Carling era alcătuită din 11 case și biserica, având o singură fântână fără adăpător. Locuitorii aveau acces la moara din L’Hôpital (sectorul Lorena). Diesen, care la acea vreme depindea de primăria Carling, avea propriul judecător de pace, Johannes Muck. Această așezare, cu 16 case, dispunea de două fântâni cu adăpători, o moară și un iaz. Nu avea biserică, iar locuitorii săi aparțineau parohiei catolice din Porcelette. Resursele locuitorilor din Carling proveneau în principal din agricultură (în special rapiță și mei) și din pășuni sărace.
Regele Franței Ludovic al XV-lea a alipit Carling baronatului Überherrn, pe care îl crease în 1767 pentru medicul său personal, baronul François-Marie-Claude Richard de Hautesierck. Baronul încasa anual impozite de la locuitorii din Carling. Baronatul cuprindea, de asemenea, satele cedate de Saarbrücken în 1766, și anume: Wilhelmsbronn, Diesen și o parte din L'Hôpital.
Alianța franco-austriacă, încheiată în timpul Războiului de Șapte Ani (1756–1763), poate, în sfârșit, să își arate roadele. Aceasta a eliminat din Lorena germenii conflictului și permite conturarea unei „frontiere a păcii”, întemeiată pe soluționarea litigiului franco-luxemburghez privind regiunile Rodemack și Raville, precum și pe schimburi compensatorii, negociate cu dificultate între 1769 și 1786 cu prinți germani, în jurul regiunii Warndt (care a implicat dobândirea localităților Creutzwald, Carling și L'Hôpital).
În 1770, prin tratatul din 26 noiembrie, Louis, prinț de Saarbrücken, cedează Franței satul Carling, primind în schimb Emmersweiler (Großrosseln), la est de Forbach, și Baerendorf, la est de Fénétrange. Decretul imperial al lui Napoleon I, din 24 ianuarie 1812, alipesc tânăra comună Carling comunei L'Hôpital. Douăzeci și cinci de ani mai târziu, consilierii municipali cer separarea, care nu va fi realizată decât în anul 1894.

### Campania din Franța (1814)
În timpul Campaniei din Franța (1814), orașul Überherrn cade în mâinile prințului Wilhelm al Prusiei, care comanda a 2-a brigadă a corpului lui Yorck. Unitățile de avangardă ale locotenent-colonelului baron Franz Carl Friedrich Ernst von Klüx (1776–1858) ocupă, începând cu 11 ianuarie, satele Bisten, Guerting, L'Hôpital și Carling. Acestea vor fi primele sate din Vechiul Regat al Franței ocupate de trupele aliate.

### Epoca modernă

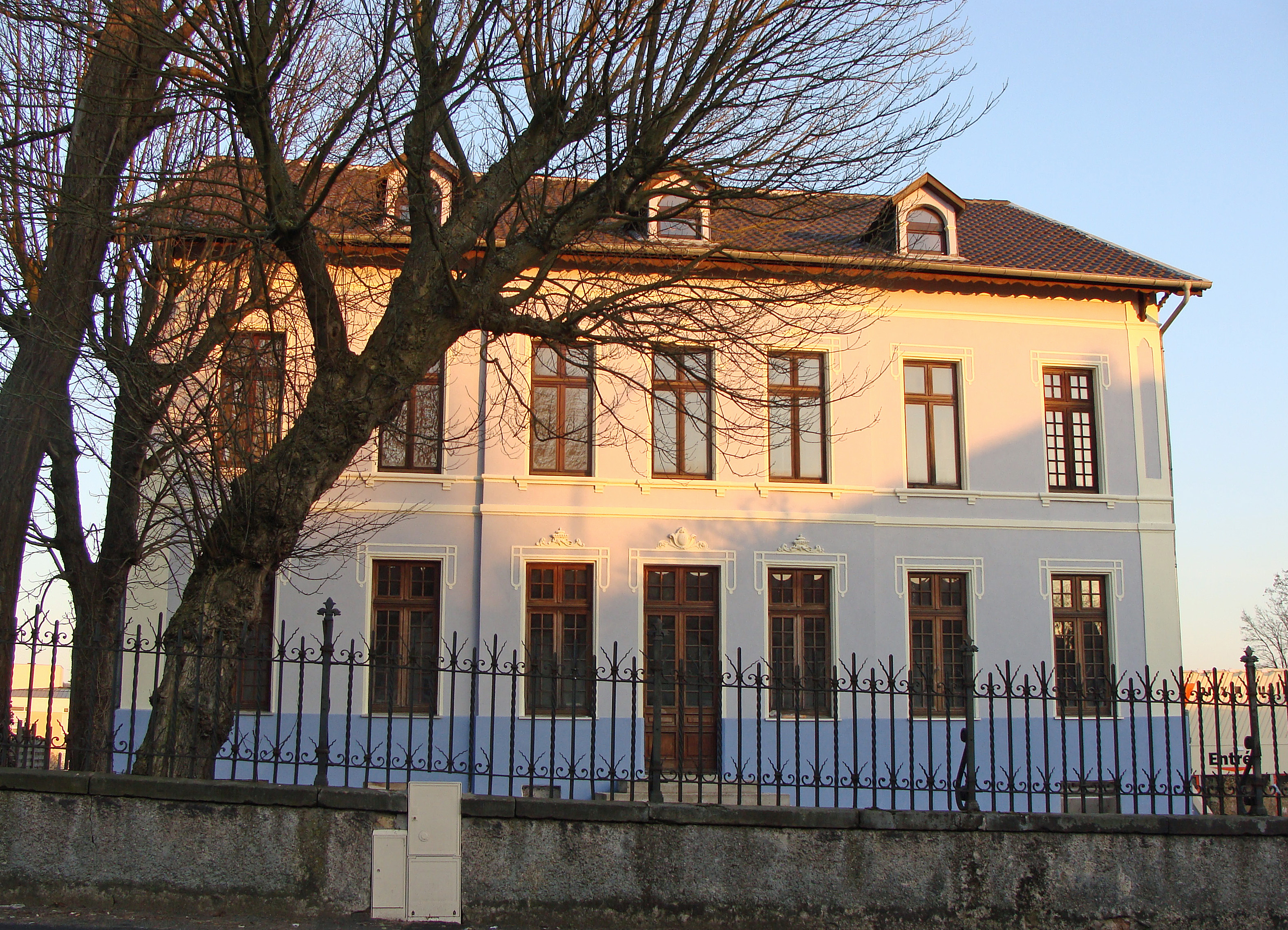
Carling: fosta direcțiune a Exploatării Miniere de la puțul Saint-Max (clădire laterală).

Industrializarea Carlingului și a regiunii sale începe la 17 noiembrie 1855, când Compagnie Houillère de la Moselle Maximilien Pougnet et Cie începe forarea puțului Saint-Max. După cinci ani de eforturi, lucrările ating la 15 octombrie 1860 zăcământul de huilă și prima bancă de cărbune. Puțul Saint-Max (numit și puțul 8) poate fi considerat prima exploatare pusă în funcțiune din Bazinul Carbonifer al Lorenei.
La 1 mai 1866, în timpul celui de-al Doilea Imperiu al lui Napoleon al III-lea, este deschisă linia de cale ferată Béning–Carling. Secțiunea de 10,54 km, cu linie simplă, este folosită în special pentru transportul huilei extrase la Carling, de la puțul Saint-Max. Aceasta va fi completată, la 1 mai 1882, de secțiunea Carling–Hargarten, tot cu linie simplă, având o lungime de 8,73 km. Liniile vor fi dublate pe întreaga lungime între 1895 și 1898.

#### Războiul din 1870
În urma războiului din 1870, Carling este anexat în 1871 la Imperiul German, la fel ca întreaga Alsacia-Mosela, conform tratatului de la Frankfurt. Carling devine parte a arrondismentului Forbach, în cadrul districtului Lorena. Numele localității este germanizat în Karlingen. Mai multe familii părăsesc complet Carling, abandonându-și bunurile, pentru a nu trăi sub dominația ocupantului. Concesiunea de cărbune a puțului 8, cunoscut și ca puțul Saint-Max, este confiscată, deși exploatarea era oprită. Mai târziu, puțul va fi folosit ca puț de aeraj pentru concesiunea germană Saar und Mosel. În perioada anexării, industrializarea Carlingului continuă. Gara este construită în perioada germană, între 1875 și 1878. În 1894, sub mandatul lui Ambroise Renard, învățător și primar al localității, Carling se desparte de comuna L'Hôpital. Biserica catolică Saint-Gérard de Majella, în stil neoroman ottonian, este construită între 1906 și 1908, sub conducerea arhitectului Klein, iar Carling se desprinde și de parohia catolică Saint-Nicolas din L’Hôpital. Cocseria din Carling este construită în 1910, iar puțul Saint-Max, care fusese drenat și reabilitat, este folosit tot în 1910 ca puț de aeraj pentru exploatările miniere din L’Hôpital.

#### Primul Război Mondial

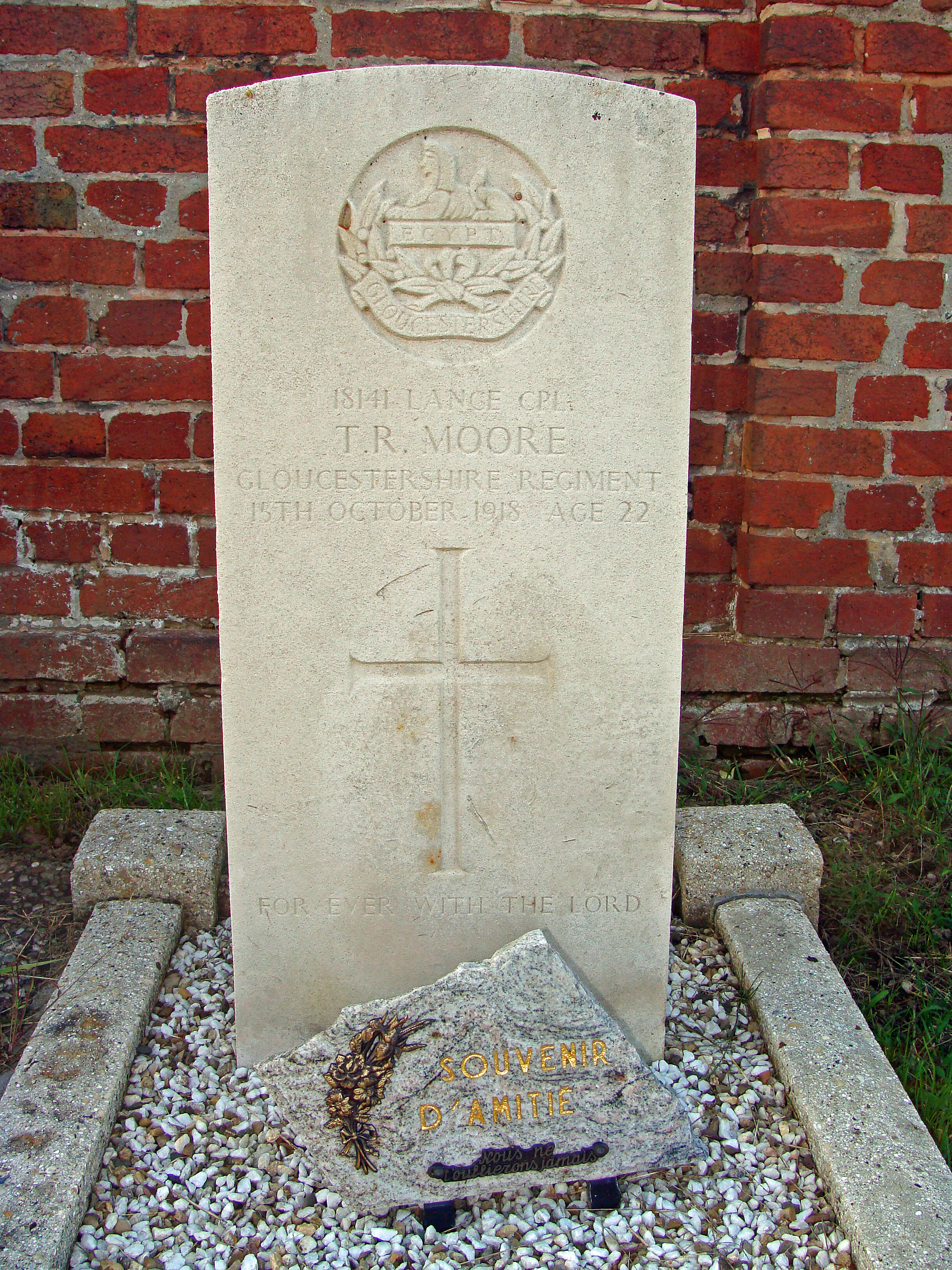
Mormântul soldatului T.R. Moore, cu numărul de înmatriculare 18141, din regimentul Gloucestershire. A murit la 15 octombrie 1918, la vârsta de 22 de ani. Pe piatra funerară (în cimitirul din Carling) este înscrisă mențiunea: „For Ever With The Lord” (Pentru totdeauna cu Domnul).

Asasinarea arhiducelui Franz Ferdinand, moștenitorul tronului Austro-Ungariei, și a soției sale morganatice Sofia, ducesă de Hohenberg, la Sarajevo, în 28 iunie 1914, de către un student naționalist sârb bosniac, Gavrilo Princip, duce la declararea războiului de către Germania în 1 august 1914. În Franța, guvernul decretează mobilizarea generală în aceeași zi, la ora 16:00. Locuitorii din Carling, ca și ceilalți moselani, sunt obligați să lupte între 1914 și 1918 pentru Imperiul German. Chiar din prima zi, sunt mobilizați Landsturmleute din Carling (rezerviști de până la 44 de ani). În a doua zi, vine rândul Landwehrleute (trupe de rezervă de linia a doua).
La 15 august 1914, trupe germane venite dinspre L’Hôpital trec pe la sud de Carling pentru a se îndrepta spre front, într-o coloană imensă care a durat până târziu în noapte. Din cauza unei călduri toride, 45 de soldați au suferit de insolație sau leșin în timp ce treceau prin L’Hôpital. 25 dintre aceștia au fost transportați în casa călugărițelor Sfântul Vincent de Paul, pe strada Bisericii din L’Hôpital, iar 20 de soldați au fost duși la spitalul din Carling al fraților franciscani, situat la începutul străzii Lauterbach, unde erau deja internați numeroși soldați răniți. Trei zile mai târziu, toți cei 45 de soldați au fost transferați la spitalul militar din Saarbrücken.
Clopotele bisericii Saint-Gérard de Majella din Carling au fost rechiziționate și trimise la topit.
Carling revine Franței după tratatul de la Versailles din 1919 și își reia numele în forma franceză.

#### Al Doilea Război Mondial și evacuarea

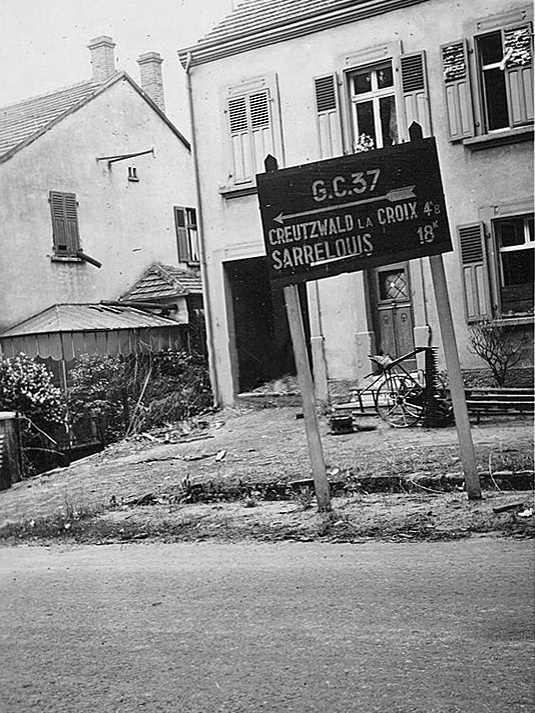
Carling evacuat – fotografie realizată de un soldat german în 1940.

Carling, fiind situat între granița franco-germană și linia Maginot, a fost dotat cu un mic avanpost defensiv, o cazemată construită între 1929 și 1930, pe strada Frontière. La 25 august 1939, Germania a decretat mobilizarea generală pentru ziua de 26. La 27 august, la miezul nopții, a început aplicarea planului de acoperire generală. La 1 septembrie, în urma atacului german asupra Poloniei, Franța a decis mobilizarea generală, care urma să intre în vigoare începând cu 2 septembrie la miezul nopții. Granița cu Germania a fost închisă, iar locuitorii din zona de frontieră au fost evacuați. Carling a fost evacuată în după-amiaza zilei de vineri, 1 septembrie 1939. Locuitorii din Carling s-au refugiat în principal la Iteuil, în departamentul Vienne, dar și în departamentul Loire. Minerii activi au fost evacuați către minele din Nord sau din regiunea Saint-Étienne. La 3 septembrie 1939, Franța a declarat război Germaniei. Carling a fost plasată sub comanda căpitanului Henri Vernhes, ofițer de rezervă reactivat și mobilizat, comandant al Grupului-Franc din Sectorul Fortificat Faulquemont și din Carling-L’Hôpital, precum și al batalionului francez al Regimentului 109 Infanterie aflat în post avansat. Capelanul militar catolic al trupelor staționate la Carling era abatele Gabriel Sarraute (1893–1991), care avea să devină ulterior canonic al catedralei din Carcassonne și conservator al comorilor culturale din departamentul Aude.
În primele zile ale războiului, forțele franceze și Wehrmachtul german rămân pe pozițiile lor respective. Cele două poduri din piatră ale căii ferate, situate pe strada L'Hôpital și pe strada Metz (între Carling și L'Hôpital), sunt distruse. Carling este bombardat și supus focurilor de armă. Căpitanul Henri Vernhes este ucis în luptă în 1940, în timpul unei misiuni de întârziere a inamicului infiltrat în sectorul Saint-Avold. Luptele continuă până la capitularea Franței. Pe 12 iunie, trupele franceze din Lorena primesc ordinul de a se retrage treptat spre sud pentru a evita încercuirea. Noul guvern condus de Pétain cere armistițiul la 17 iunie 1940 și acceptă condițiile acestuia la 22 iunie. Odată cu noua anexare a Mosellei în iulie 1940, Carling trece în subordinea arondismentului Saint-Avold, un nou arondisment din CdZ-Gebiet Lothringen, teritoriu atașat la Gau Westmark, iar numele localității este din nou germanizat în Karlingen. O parte a populației este autorizată să revină în „Zona ocupată”. Podurile distruse sunt reconstruite din lemn. În 1943, ocupantul german rechiziționează cele două clopote mai mici ale bisericii Saint-Gérard de Majella, care sunt coborâte și trimise la topire în Germania.
Gara din Carling avea o importanță strategică și dispunea de o rampă militară. Era înconjurată de patru baterii de apărare antiaeriană care protejau un important depozit de muniții. În toamna anului 1944, amplasamentul a fost atacat de patru avioane americane de tip P-47 Thunderbolt. Al doilea avion de vânătoare a fost lovit de bateriile de apărare antiaeriană, numite Flak, și s-a prăbușit înainte ca pilotul să aibă timp să se catapulteze, în locul numit „le Rod”, situat în apropierea străzii Champs. Corpul pilotului era carbonizat, iar avionul complet distrus. Cadavrul a fost îngropat pe loc și mutat după război de către Aliați. Gara din Carling a fost ținta multor alte atacuri până la sfârșitul celui de-Al Doilea Război Mondial.
În timpul luptelor pentru eliberare, podurile au fost aruncate în aer de germani pentru a împiedica înaintarea Aliaților. Carling a fost eliberat la 4 decembrie 1944 de către Task Force Fickett din cadrul celei de-a 3-a armate americane, condusă de generalul George Patton. Un odonim local („Rue du 4-Décembre-1944”) amintește de această eliberare. Patton a rămas la Carling în timpul ofensivei aliaților în Lorena împotriva trupelor germane din Saar începând cu decembrie 1944. El s-a stabilit în actuala Primărie a localității Carling, pe strada Creutzwald. Cartierul său general era instalat în clădirea din cărămidă roșie adiacentă, care găzduia și serviciile sale de cartografie ale conflictului. Task Force Fickett era o trupă care purta numele colonelului Edward M. Fickett, formată din soldați ai Vth Rangers și ai celei de-a 6-a Cavalerii, repartizată ca întărire de către generalul Patton Corpului XX al celei de-a III-a Armate americane. Luptele din 4 decembrie au fost deosebit de dure. S-au înregistrat două victime civile (Alphonse Leyendecker, născut în 1902; Guillaume Zeiter, născut în 1907) și numeroși răniți în rândul populației care se ascundea în pivnițe și adăposturi. Catherine Henri a fost rănită la braț de focul tras de un soldat american prin ușa locuinței sale. Numeroși soldați germani au fost uciși. Paisprezece soldați americani și-au pierdut viața în luptele de la Carling. Ei au fost înmormântați în cimitirul american din Saint-Avold.
Carling își reia denumirea franceză imediat după Eliberare.

### Prezent

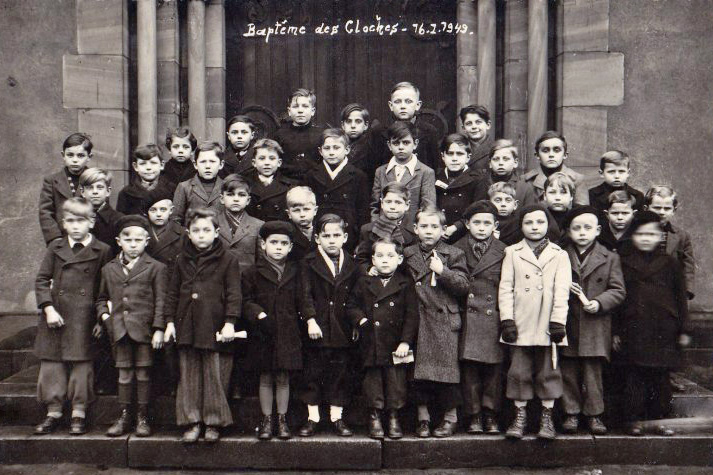
Copiii din sat în fața bisericii Saint-Gérard, cu ocazia inaugurării noilor clopote, la data de 16 februarie 1949.

- La 16 februarie 1949, sunt inaugurate și sfințite noile clopote ale bisericii catolice Saint-Gérard de Majella, cele vechi fiind demontate și rechiziționate de ocupantul german.
- În 1955, este inaugurat Depozitul de pompieri de pe strada Principală de către Joseph Bellion, primarul localității Carling.
- La 17 octombrie 1969, un camion-cisternă încărcat cu reziduuri de gudron s-a răsturnat în fața școlii primare din Carling. Un baraj din paie a fost instalat pe pârâul Lauterbach pentru a reduce riscurile de poluare. Timp de trei zile, pompierii au asigurat transferul reziduurilor, supravegherea și curățarea zonei, sub comanda șefului de corp Fernand Scherr[40].
- La 12 iulie 1978, la ora 14:25, o parte a orașului a fost înghițită de 1,50 metri de apă și noroi de cenușă, provenite din ruperea digului bazinului de decantare al centralei Émile-Huchet, eveniment care a dus la ceea ce avea să fie numit „mareea gri” din Carling. A fost înregistrat un deces și mai mulți răniți.
- În ianuarie 1983, noua Cazarmă de pompieri de pe strada Frontière este inaugurată de Armand Nau, primarul din Carling, de Julien Schvartz, deputat al celei de-a 5-a circumscripții din Moselle, și de Jean-Marie Rausch, președintele consiliului regional al Lorenei.
- Duminică, 28 aprilie 1991, are loc la Carling al 36-lea congres al pompierilor din arondismentul Forbach, în prezența primarului Armand Nau (și consilier general/regional), a colonelului Jean-François Sauer, directorul departamental al Serviciilor de Pompieri și Salvare din Moselle, a căpitanului René Mick, președintele Uniunii departamentale din Moselle, a căpitanului Lucien Grimm, inspector adjunct și președinte al secțiunii din arondismentul Forbach, a sublocotenentului Marcel Karpp, șeful corpului pompierilor din Carling, și a lui Aloïse Blaise, președintele asociației pompierilor voluntari din Carling.
- Duminică, 6 mai 2007, a avut loc celebrarea centenarului construcției bisericii catolice Saint-Gérard de Majella, în cadrul unei slujbe solemne oficiate în prezența monseniorului Pierre Raffin, episcop de Metz, și a întregii comunități parohiale.
- La 22 mai 2008, situl industrial al cokeriei din Carling este semnalat în Atlasul zonelor poluate cu PCB (policlorobifenili). Atlasul reunește informații din baza de date BASOL privind siturile și solurile poluate, din baza națională BASIAS (inventarele istorice ale activităților industriale și de servicii susceptibile de a fi provocat poluări), precum și din baza de date ARIA a Biroului pentru Analiza Riscurilor și Poluărilor Industriale (BARPI).
- La 15 iulie 2009, la ora 15:00, are loc o explozie pe platforma petrochimică TOTAL din Carling: o puternică deflagrație a zguduit întreaga platformă chimică Carling/Saint-Avold (clasificată Seveso 2 cu prag superior) și a fost resimțită până în străzile orașului Carling. Bilanțul este grav: doi morți și șase răniți, dintre care trei grav arși de suflul exploziei.
- La 28 iunie 2013, reședința Parc a sărbătorit 20 de ani de existență și pensionarea directorului său, Roland Thiel. Cu această ocazie au fost inaugurate extinderea clădirii și unitatea Alzheimer.

## Populația și societatea

### Date demografice
Evoluția numărului de locuitori este cunoscută prin recensămintele populației efectuate în comună începând din 1793. Pentru comunele cu mai puțin de 10 000 de locuitori, un recensământ al întregii populații este realizat la fiecare cinci ani, populațiile legale pentru anii intermediari fiind estimate prin interpolare sau extrapolare.
În 2022, comuna număra 3 332 locuitori, în scădere cu -3,11 % față de 2016 (Moselle: +0,52 %, Franța fără Mayotte: +2,11 %).
| An        | 1793 | 1806 | 1900 | 1921  | 1936  | 1962  | 1982  | 2006  | 2014  | 2022  |
| --------- | ---- | ---- | ---- | ----- | ----- | ----- | ----- | ----- | ----- | ----- |
| Populație | 809  | 234  | 917  | 1 267 | 1 491 | 2 567 | 3 422 | 3 726 | 3 428 | 3 332 |

## Cultura și patrimoniul local

### Locuri si monumente
- Borne vechi: Impresionante borne marcate cu fleur de lys stilizate – simbol al regilor Franței – și cu inscripția AR (pentru Arrondissement Richard) sunt ultimele urme ale fostei seniorii de Überherrn. Majoritatea sunt ascunse în desișul pădurilor. Alte borne, care serveau drept granițe, sunt mai recente.
- Fosta poștă în stil imperial german, restaurată, situată pe strada Diesen.
- Fosta primărie, aflată astăzi în serviciul Poștei, pe strada Principală.
- Avanpost al Liniei Maginot, aflat pe strada Frontière, astăzi distrus.
- Gara construită în perioada ocupației germane, între 1875 și 1878, a fost demolată la 25 noiembrie 1986[47]. Având o importanță strategică în timpul celui de-Al Doilea Război Mondial, era înconjurată de 4 baterii antiaeriene care apărau un important depozit de muniții. Gara adăpostea și un depozit mare de lemn de mină, care aproviziona exploatările miniere din zonă[38].
- Fostul restaurant Labach cu Sală de Festivități.
- Fostul spital al fraților franciscani, situat pe strada Frontière, astăzi distrus.
- Sediul direcției exploatărilor miniere, care aparținea Companiei miniere a Mosellei Maximilien Pougnet și Cie. Din vechiul ansamblu al direcției se mai păstrează două clădiri restaurate. Una dintre ele servește astăzi drept Primărie.
- Câteva case lorene vechi, tipice regiunii.
- Monumentul eroilor căzuți, cu o sculptură a Ioanei d’Arc în armură, purtând steagul. Sculptura a fost mutilată de ocupantul german în 1940, apoi ascunsă de locuitorii din Carling lângă biserică. A fost restaurată după război de Gino Cobai, antreprenor local.
- Stela luptătorilor din Warndt căzuți pentru Franța (1939–1940), aflată lângă monumentul eroilor, în apropierea bisericii parohiale.
- Mormântul unui soldat al Commonwealthului din Primul Război Mondial, de naționalitate engleză, se găsește în cimitirul local. Este sprijinit de zidul din partea de sus a cimitirului. Este mormântul soldatului T.R. Moore, cu matricolul 18141, din regimentul Gloucestershire Regiment, decedat la 15 octombrie 1918, la vârsta de 22 de ani. Pe piatra funerară este gravată inscripția: „For Ever With The Lord”.

#### Puțul Maximilien sau Puțul Saint-Max

##### Istoric

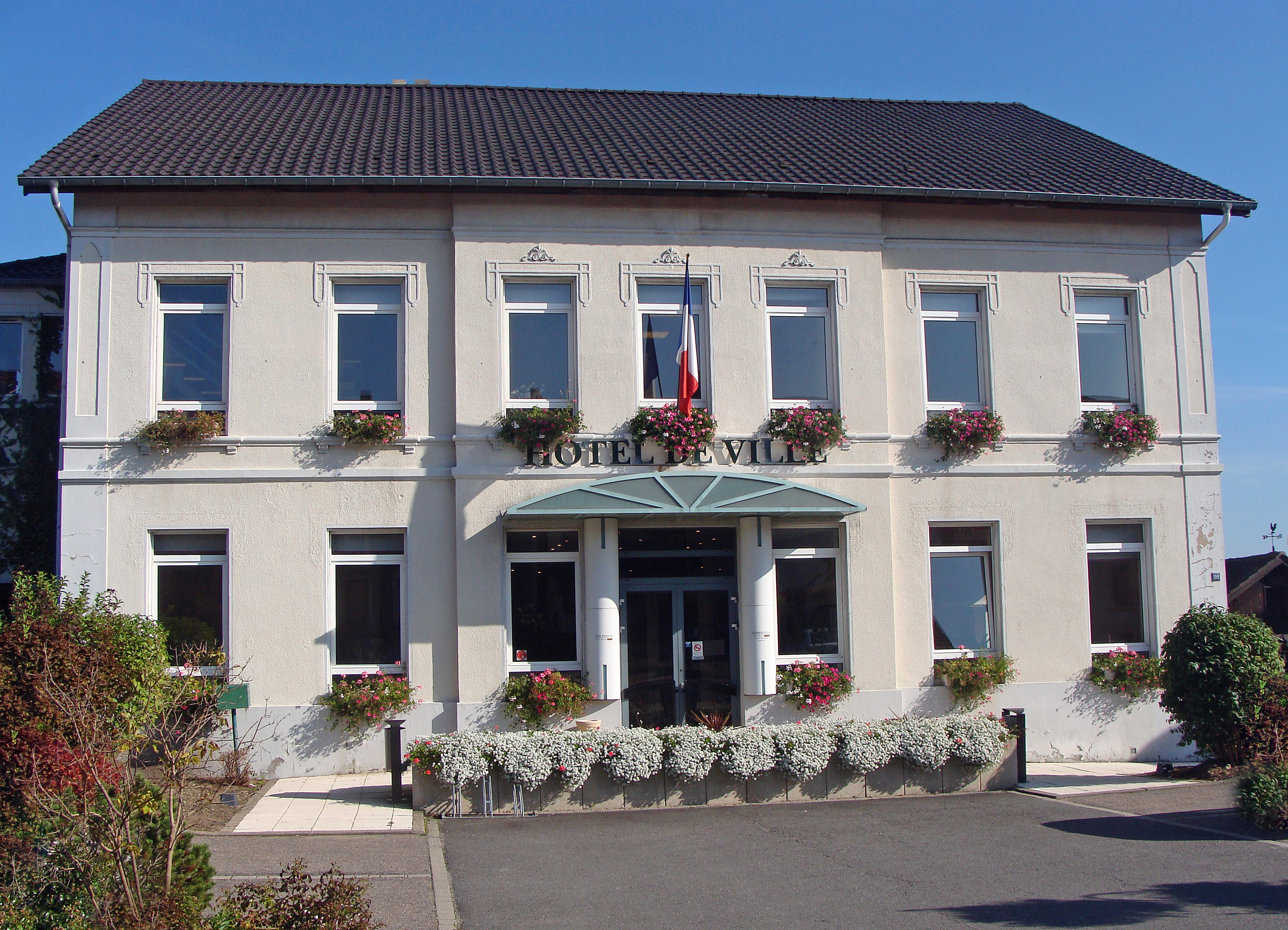
Fosta direcție a puțului Saint-Max (clădirea principală), actuala Primărie din Carling.

Numit mai târziu și „puits 8”, acest puț își are originea la 23 ianuarie 1854, când a fost realizat un foraj de prospecțiune în valea pârâului Lauterbach din Carling, sub conducerea inginerului minier André-Eugène Jacquot (1817–1903), în speranța descoperirii unui zăcământ de cărbune. La 21 iulie 1854, o stratificație de cărbune este atinsă la 184 metri adâncime. La 17 martie 1855, societatea hotărăște demararea săpării puțului, care va fi numit puits Maximilien sau puits Saint-Max, în onoarea lui Maximilien Pougnet, proprietarul Companiei miniere a Mosellei – Maximilien Pougnet și Cie. După cinci ani de eforturi și lupte pentru a stăpâni numeroasele infiltrații de apă, lucrările ajung, la 15 octombrie 1860, la zăcământul de cărbune, iar primele blocuri de cărbune sunt extrase. În 1864, se atinge adâncimea de 335 de metri.
După 1870, Carling trece sub administrație prusacă, care modifică legislația privind exploatarea cărbunelui și regruparea concesiunilor, acțiune care fusese interzisă de dreptul francez. Companiile miniere sunt fuzionate și integrate în marile grupuri industriale germane, ceea ce contribuie semnificativ la dezvoltarea bazinului carbonifer loren. Exploatarea puțului Saint-Max este legată de cea a puțurilor 1 și 2 din L’Hôpital. Personalul fostei direcții pleacă și se refugiază în zona franceză neocupată.
La 22 aprilie 1873, are loc fuziunea a opt concesiuni care exploatau sectoarele sudic și vestic ale bazinului carbonifer loren, dând naștere puternicei societăți Sarre et Moselle, a cărei concesiune se întindea pe 15.269 de hectare.
În urma surpărilor și a infiltrațiilor masive de apă, puțul este inundat în 1875. În 1908, puțul Saint-Max este golit de apă și adâncit până la 600 de metri, pentru a servi drept puț de aeraj și de serviciu pentru puțurile din L’Hôpital. În acel moment, primește denumirea de puits 8. Galeria principală de legătură este placată cu cărămizi. Exploatarea se oprește în 1918. În 1963, clădirile exploatării, precum și turnul de extracție din lemn, tipic secolului al XIX-lea, sunt demolate. Sala mașinilor este la rândul ei dărâmată câțiva ani mai târziu pentru a face loc unui supermarket. În 2004, puțul Saint-Max a fost reexaminat și a făcut obiectul unor lucrări de inspecție și siguranță (verificarea galeriilor și a fântânii puțului), în vederea punerii sale în siguranță definitive.
Din fosta exploatare se mai păstrează două clădiri restaurate ale vechii direcții. Una dintre aceste clădiri servește în prezent drept Primărie a orașului Carling. Pe locul fostului puț, a fost instalat în 2012 un coș de degazare, pentru a permite evacuarea grisului (gaz metan minier) care s-ar putea acumula în subteran. În apropiere de puțul Saint-Max se află fostul hald de steril rezultat din exploatarea minieră.
Puțul Saint-Max poate fi considerat primul sediu de exploatare minieră din Bazinul Carbonifer al Lorenei.

##### Caracteristici tehnice
- Data începerii săpării: 17 noiembrie 1855
- Adâncime: 600 m
- Diametru: între 3,08 și 3,40 m
- Oprirea exploatării: 1918
- Turnul de extracție: demolat în 1963

#### Lăcașuri de cult

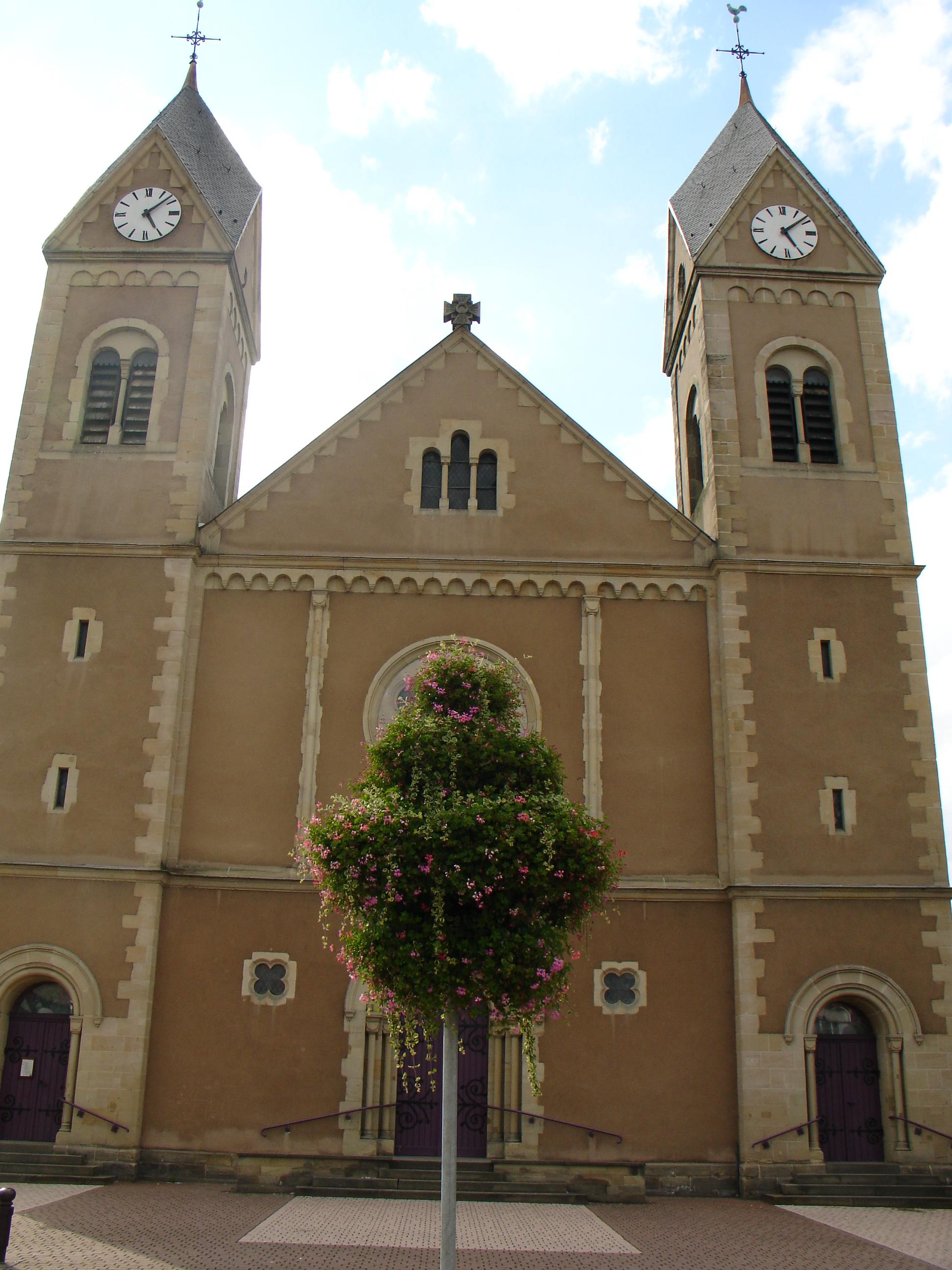
Biserica Saint-Gérard de Majella

- Biserica catolică Saint-Gérard Majella, în stil neoroman ottonian, a fost construită între 1906 și 1908, sub conducerea arhitectului Klein. În 1901, având în vedere creșterea populației, s-a dovedit necesară construirea unei biserici la Carling, parohia depinzând până atunci de biserica Saint-Nicolas din L'Hôpital. Prin grația episcopală a episcopului de Metz, comuna Carling este declarată parohie independentă. Terenul destinat construcției a fost sfințit în mai 1903 de episcopul de Metz. La 9 aprilie 1906 s-a dat prima lovitură de cazma, iar piatra de temelie a fost așezată și binecuvântată la 4 iunie 1906 de către preotul Löwenbruck din L’Hôpital, împreună cu preotul Schont din Bambiderstroff, fost paroh al L’Hôpital. Lucrările s-au încheiat în 1908. Câteva clopote au fost rechiziționate de ocupant în timpul Primului și celui de-Al Doilea Război Mondial. La 16 februarie 1949, au fost inaugurate și sfințite noile clopote. Parohia face parte în prezent din comunitatea de parohii Saint-Antoine-des-Puits din L’Hôpital-Carling.
- Presbiteriul catolic în stil neoroman.
- Parohia protestantă este deservită de templul situat pe strada Carling din L’Hôpital.
- Grota de la Lourdes, aflată la colțul grupului școlar Pierre-Ernst (statua Fecioarei lipsește).
- Un vechi calvar situat în spatele bisericii Saint-Gérard Majella, în fața presbiteriului.
- O cruce monumentală din gresie sculptată din secolul al XIX-lea, reprezentându-l pe Hristos răstignit, care se afla odinioară vizavi de nr. 2 de pe strada Saint-Avold (a dispărut la construirea boulodromului).
- Un calvar istoric din gresie sculptată din secolul al XVIII-lea, reprezentându-l pe Hristos pe cruce cu Sfânta Maria Magdalena, aflat la colțul străzilor Principale (nr. 167) și L’Hôpital. A fost distrus în jurul anului 1965.
- Capela Bisericii Neapostolice, abandonată, situată pe strada Păcii (rue de la Paix).
- În cimitir: morminte vechi sculptate.